# Majandra Delfino
Majandra Delfino (sinh ngày 20 tháng 2 năm 1981) là một nữ diễn viên và ca sĩ người Mỹ gốc Venezuela. Cô được biết đến nhiều nhất với vai Maria DeLuca trong Roswell, và Andi trong bộ phim sitcom CBS Friends with Better Lives.

## Tuổi thơ
Majandra Delfino sinh ngày 20 tháng 2 năm 1981 tại Caracas, Venezuela. Cha cô là người Venezuela gốc Ý và mẹ cô là người Cuba. Khi còn là một đứa trẻ, cô sống ở Caracas và Miami, Florida, cho đến khi chuyển đến Los Angeles khi còn là một thiếu niên.

## Nghề nghiệp

### Diễn xuất
Majandra Delfino đã được chọn vào " Zeus &amp; Roxanne " của MGM trước khi nhận vai Tina Dimeo trong The Tony Danza Show của NBC, nơi cô đóng vai con gái tuổi teen của Tony Danza. Sau khi đóng vai Natalie Sanford trong bộ phim độc lập The Secret Life of Girls, Delfino đã được chọn vào vai Maria DeLuca trên Roswell. Bị gián đoạn, Majandra Delfino đã thực hiện vai diễn nhỏ của Vanessa trong Traffic. Cô cũng từng diễn xuất trong Reeseville, Celeste in the City và trong RSVP Cô đóng vai Trudi trong bộ phim Evidence State.
Majandra Delfino đóng vai chính trong một số tập của chương trình NBC Quarterlife, cũng được chiếu trên MySpaceTV, bắt đầu phát sóng ngày 11 tháng 11 năm 2007. Năm 2011, cô đóng chung với Raven-Symoné trong chương trình State of Georgia trên ABC Family cho đến khi nó bị hủy bỏ.
Majandra Delfino đã biểu diễn trong phi công Bẫy gia đình của ABC với sự tham gia của Mandy Moore và Stockard Channing. Delfino mang thai 8 tháng với đứa con đầu lòng trong quá trình quay phim, vì vậy đạo diễn Shawn Levy đã quay xung quanh việc mang thai cho toàn bộ dự án. Một tháng sau khi sinh con, Delfino được chọn vào vai chị gái của Dwight Schrute trong Văn phòng của NBC đã cố gắng thử nghiệm phi công phụ / cửa sau, " The Farm ". NBC đã không bật đèn xanh cho loạt phim.
Majandra Delfino đóng vai chính trong Friends with Better Lives của CBS, nơi các nhà văn đưa thai kỳ của cô vào mạch truyện. 